# André Frey
André Frey (Rosselange, 5 novembre 1919 – Nizza, 18 dicembre 2002) è stato un calciatore francese, di ruolo difensore.

## Biografia
Era il nonno di Sébastien e Nicolas, anch'essi calciatori.
È morto a Nizza il 18 dicembre 2002.

## Carriera

### Club
Militò per quasi tutta la sua carriera nel Tolosa dove vinse il Campionato di guerra nel 1942-1943, per due brevi periodi della sua carriera militò nel Metz con cui vinse la Coppa della Vittoria nel 1945.

### Nazionale
Con la nazionale francese giocò sei partite nel periodo dal 1944 al 1950.

## Palmarès

### Club
- Campionato francese: 1

Tolosa: Campionato di guerra 1942-1943
- Coppa della Vittoria: 1

Metz: 1945